# Список эпизодов телесериала «Последний корабль»
Ниже представлен список эпизодов американского телесериала «Последний корабль».

## Обзор сезонов
| Сезон | Сезон | Эпизоды | Оригинальная дата показа | Оригинальная дата показа |
| Сезон | Сезон | Эпизоды | Премьера сезона          | Финал сезона             |
| ----- | ----- | ------- | ------------------------ | ------------------------ |
|       | 1     | 10      | 22 июня 2014             | 24 августа 2014          |
|       | 2     | 13      | 21 июня 2015             | 6 сентября 2015          |
|       | 3     | 13      | 30 мая 2016              | 11 сентября 2016         |
|       | 4     | 10      | 20 августа 2017          | 8 октября 2017           |
|       | 5     | 10      | 9 сентября 2018          | 11 ноября 2018           |

## Список серий

### Сезон 1 (2014)
| № общий | № в сезоне | Название                                                       | Режиссёр             | Автор сценария                             | Дата премьеры   | Зрители в США (млн) |
| --- | ---------- | -------------------------------------------------------------- | -------------------- | ------------------------------------------ | --------------- | ------------------- |
| 1 | 1          | «Шестая фаза» «Phase Six»                                      | Джонатан Мостоу      | Телесценарий: Хэнк Стейнберг и Стивен Кейн | 22 июня 2014    | 5.33                |
| Два гражданских вирусолога, доктора Рейчел Скотт и Куинси Тофет, под предлогом изучения птиц отправляются в Арктику на американском эсминце «Натан Джеймс». После нападения российских войск капитан корабля Том Чендлер узнаёт, что на самом деле учёные собирали образцы смертельного вируса, уничтожившего 80 процентов населения Земли, и самым безопасным местом для разработки вакцины против него остаётся «Натан Джеймс».                                                                     |            |                                                                |                      |                                            |                 |                     |
| 2 | 2          | «Добро пожаловать в Гуантанамо!» «Welcome to Gitmo»            | Джек Бендер          | Хэнк Стейнберг и Джош Шер                  | 29 июня 2014    | 4.65                |
| Чендлер и его команда направляются на военную базу США в заливе Гуантанамо в надежде пополнить запасы еды, медикаментов и топлива. На выполнение этих заданий были отправлены три группы. При нападении сбежавших заключенных — террористов Аль-Каиды — моряки заручаются поддержкой старого частного охранника, который уже многие недели борется за жизнь вдали от берега. В это же время на корабле доктор Тофет шпионит на неизвестных людей, пытаясь саботировать при этом производство вакцины. |            |                                                                |                      |                                            |                 |                     |
| 3 | 3          | «Счисление координат» «Dead Reckoning»                         | Джек Бендер          | Стивен Кейн                                | 06 июля 2014    | 4.09                |
| «Натан Джеймс» противостоит русский крейсер, во главе которого легендарный адмирал Русков. Доктор Тофет предпринимает попытку похитить доктора Скотт и обменять её на свою семью, удерживаемую в заложниках. Грин и Фостер отправляются на лодке, чтобы отвлечь русский корабль, в то время как «Натан Джеймс» пытается скрыться. |            |                                                                |                      |                                            |                 |                     |
| 4 | 4          | «Последний рывок» «We’ll Get There»                            | Джек Бендер          | Куинтон Пиплз                              | 13 июля 2014    | 4.56                |
| После выхода из Гуантанамо «Натан Джеймс» и его экипаж сталкиваются с опасностью: двигатели судна получают значительные механические повреждения, вследствие чего холодильники с образцами вируса в лаборатории отключаются. Пока доктор Скотт ищет решение с охлаждением образцов, капитан Чендлер пытается устранить проблему нехватки пресной воды. |            |                                                                |                      |                                            |                 |                     |
| 5 | 5          | «Эль Торо» «El Toro»                                           | Пол Холахан          | Хэнк Стейнберг и Камерон Уэлш              | 20 июля 2014    | 4.06                |
| Вакцина доктора Скотт почти готова. Капитан Чендлер отправляется с экспедицией в джунгли по реке для поимки обезьян, необходимых для её испытания. Экипаж попадает в плен экс-наркобарона, который держит население деревни неинфицированных, расположенной у реки, в рабстве. |            |                                                                |                      |                                            |                 |                     |
| 6 | 6          | «Карантин» «Lockdown»                                          | Серджо Мимика-Геззан | Хэнк Стейнберг                             | 27 июля 2014    | 4.36                |
| В то время, как доктор Скотт близка к получению вакцины, заболевает Грин, что приводит к панике на борту судна. Чендлер сталкивается с недоверием экипажа к нему и к разрабатываемому на корабле лекарству. |            |                                                                |                      |                                            |                 |                     |
| 7 | 7          | «С.О.С.» «SOS»                                                 | Майкл Кэтлман        | Джессика Батлер и Джилл Бланкеншип         | 3 августа 2014  | 4.15                |
| Доктор Скотт находит необычную "примесь" в вирусе. Один из радио сигналов заставляет команду спасти выжившего. Во время операции по спасению команда сталкивается с русскими. А потом ещё двое из команды попадают в непредвиденную ситуацию. |            |                                                                |                      |                                            |                 |                     |
| 8 | 8          | «Заходят два моряка в бар...» «Two Sailors Walk Into a Bar...» | Майкл Кэтлман        | Джош Шер и Камерон Уэлш                    | 10 августа 2014 | 4.61                |
| Команда должна освободить важных заложников с корабля русских. Доктор Скотт узнает, что за "примесь" в вирусе и выясняет как она туда попала. Офицеры находят способ покончить с Русковым навсегда. Куинси ждет очень эмоциональная встреча. Доктор Сорренсен пытается сам решить свою судьбу. |            |                                                                |                      |                                            |                 |                     |
| 9 | 9          | «Испытания» «Trials»                                           | Джек Бендер          | Онали Хантер Хьюз                          | 17 августа 2014 | 4.12                |
| Вакцина готова и нужны шесть добровольцев, чтобы ее проверить. Один из офицеров в их числе. Но добровольцам хуже, и вирусологи импровизируют. Среди добровольцев есть беременная женщина. Семья Чендлер ищет способ связаться с кораблем, но всего одно неловкое движение может оказаться роковым. Текс открывает свои чувства Рейчел. |            |                                                                |                      |                                            |                 |                     |
| 10 | 10         | «Нет места лучше дома» «No Place Like Home»                    | Брэд Тёрнер          | Стивен Кэйн                                | 24 августа 2014 | 4.38                |
| У команды есть повод праздновать сразу несколько событий. Капитан Чендлер встречает своих родных, но выжили не все. Зона выживших "Олимпия" неожиданно открывается с другой стороны. Почти вся команда корабля собралась вместе, но не по своей воле. |            |                                                                |                      |                                            |                 |                     |

### Сезон 2 (2015)
| № общий | № в сезоне | Название                                        | Режиссёр             | Автор сценария                     | Дата премьеры   | Зрители в США (млн) |
| --- | ---------- | ----------------------------------------------- | -------------------- | ---------------------------------- | --------------- | ------------------- |
| 11 | 1          | «Нереальный город» «Unreal City»                | Джек Бендер          | Хэнк Стейнберг и Стивен Кэйн       | 21 июня 2015    | 2.94                |
| Конфронтация с Олимпией продолжается. Доктор Скотт узнает о "избирательности" города. Угольную электростанцию захватывают. Чендлер находит новых союзников. Куинси спасает первоначальный штамм, заплатив за это собственной жизнью. |            |                                                 |                      |                                    |                 |                     |
| 12 | 2          | «Битва за корабль» «Fight the Ship»             | Джек Бендер          | Хэнк Стейнберг и Стивен Кэйн       | 21 июня 2015    | 2.94                |
| Команда постепенно, шаг за шагом, отвоевывает себе обратно корабль. В Балтиморе же идет штурм Олимпии. Ранено несколько важных членов экипажа. Эмми Грандерсон преподносит несколько сюрпризов. |            |                                                 |                      |                                    |                 |                     |
| 13 | 3          | «Это не слухи» «'It's Not a Rumor'»             | Тим Мэтисон          | Хэнк Стейнберг                     | 28 июня 2015    | 3.28                |
| Доктор Нильс Соренсен жив и наконец ступил на землю, скрывая особенности своего здоровья."Натан Джеймс" прибывает в родной Норфолк. Команда ищет своих родных, и кто-то находит их живыми, кто-то - в списках погибших, а кто-то лишь следы. Для всех наступает время выбора - продолжить миссию или же остаться и начать восстанавливать свою жизнь. Команда нашла способ поддержать Алишу Грандерсон. |            |                                                 |                      |                                    |                 |                     |
| 14 | 4          | «Милосердие» «Solace»                           | Серджо Мимика-Геззан | Стивен Кэйн                        | 5 июля 2015     | 2.62                |
| В команде пополнение - старшина Вольф "Волк" Тейлор и лейтенант Равен Бивас. Команда вновь получает миссию - найти плавучий госпиталь "Милосердие" на борту которого - вывезенное из Норфолка лабораторное оборудование. Когда им это удается, он понимают, что на корабле не только врачи, но и новый крупный противник. Доктор Соренсен опять оказывается на не на той стороне. |            |                                                 |                      |                                    |                 |                     |
| 15 | 5          | «Ахиллес» «Achilles»                            | Джек Бендер          | Марк Мэлоун                        | 12 июля 2015    | 3.00                |
| Новый крупный противник - подводная лодка, превосходящая "Натан Джеймс" в военной мощи. Обе стороны пытаются различными способами выяснить цели друг друга. Доктор Соренсен находит информацию, из-за которой случается большая трагедия. Доктор Скотт и командор Чендлер выясняют истинные мотивы Шона и Неда Рамси. |            |                                                 |                      |                                    |                 |                     |
| 16 | 6          | «Долгое путешествие» «'Long Day's Journey'»     | Пол Холахан          | Стивен Кэйн                        | 19 июля 2015    | 3.02                |
| Наставник доктора Скотт убит, однако он смог подтвердить, что есть иной способ распространения вакцины. Пока доктор Скотт ищет этот способ, у трех отрядов ВМС США есть задание на суше. Некий культ избранных тесно связан с противником на подлодке. Чендлер узнаёт, что у Шона Рамси есть план по захвату целой страны одним махом, предоставив народу Президента США. |            |                                                 |                      |                                    |                 |                     |
| 17 | 7          | «Одинокие и бесстрашные» «Alone and Unafraid»   | Нельсон МакКормик    | Джилл Бланкеншип и Джессика Батлер | 26 июля 2015    | 2.96                |
| Чендлер со своей группой саботируют выступление Президента, дабы командор смог внедриться в охрану Миченера и спасти его от людей Рамси. Грин и Текс в ходе разведки натыкаются на Соренсена. Тем временем доктор Скотт эксперимнентирует с передачей вируса по воздуху, но безуспешно. |            |                                                 |                      |                                    |                 |                     |
| 18 | 8          | «Убежище» «Safe Zone»                           | Хэнк Стейнберг       | Хэнк Стейнберг                     | 2 августа 2015  | 2.86                |
| Миченер отказывается идти на сотрудничество с Чендлером, а по кораблю пошли слухи, что Президента держат взаперти. Командование корабля пытается получить от Миченера информацию по подлодке и убедить его, что Шон Рамси - угроза, но позже он пытается покончить с собой из-за угрызений совести, но его вовремя спасают. |            |                                                 |                      |                                    |                 |                     |
| 19 | 9          | «Нет покоя голове» «Uneasy Lies the Head»       | Питер Уэллер         | Ник Ван Зебрук                     | 9 августа 2015  | 2.98                |
| Доктор Скотт вынуждена работать с Соренсеном, и для разработки новой вакцины необходимо найти ракушки. Для этих целей отправляют катер с десантом, и во время обыска одного из помещений последние натыкаются на группу подростков, которым предложили провиант за моряков с "Натана Джеймса". В итоге десанту приходится вступить в бой с Избранными, эвакуировав почти всех подростков на корабль. После боя к Чендлеру попадают несколько заложников и их мобильники, через которые, скорее всего, была налажена некая сеть. Тем временем доктор Скотт ставит Нильсу капельницу, заставляя вирус, который застрял в его лёгких, попасть в организм и убить Соренсена. |            |                                                 |                      |                                    |                 |                     |
| 20 | 10         | «Огонь по своим» «Friendly Fire»                | Марио Ван Пиблз      | Онали Хантер Хьюз                  | 16 августа 2015 | 2.81                |
| На корабле проходит расследование гибели Соренсена. Под подозрение попадает доктор Скотт. Тем временем Чендлер с частью команды пытается разгадать тайны сети, которую построили оккультисты. Риос узнаёт о том, что натворила Рейчел и говорит ей, что у неё осталось очень мало времени на разработку новой вакцины, которая передаётся как вирус. Вскоре после прорыва доктор Скотт приглашают на беседу с Чендлером, где во время разговора на повышенных тонах она признаётся в убийстве. По ходу этих событий "Натан Джеймс" идёт к устью реки Миссисипи, где предположительно находится флотилия гражданских кораблей с выжившими. На катере, пущенном с "Натана Джеймса" для разведки находятся Грин, Текс и один из Избранных, удаётся разгадать шифр игры "Покойник", применяемую для постройки сети, и через несколько секунд все корабли флотилии взрываются, а на "Натан Джеймс" совершается торпедная атака. Через считанные минуты после атаки и радиоконтакта с Рамси, через Bluetooth на все телефоны передаётся постановочное видео, в котором корабль якобы расстрелял суда с выжившими, смонтированное некоей "Валькирией". Рейчел отправляют под арест, но разрешают работать в лаборатории в связи с успехом новой вакцины |            |                                                 |                      |                                    |                 |                     |
| 21 | 11         | «Валькирия» «Valkyrie»                          | Олатунде Осунсанми   | Стивен Кэйн                        | 23 августа 2015 | 2.69                |
| Грин и Текс оказывают помощь выжившим после подрыва флотилии, попутно выясняя, что сигнал "Валькирии" идёт со старой буровой вышки. Чендлер, Слэттери и Миченер решают произвести захват платформы для захвата "Валькирии" и использования её против Рамси. Чендлер и ещё несколько человек занимают вышку и находят создателя "Валькирии". Однако почти одномоментно на группу, помогающую выжившим на берегу и на платформу нападают. Грину и Тексу удаётся сбежать с земли на "Натан Джеймс", а вышку взрывают. На корабль доставляют уцелевших после атаки на буровую, однако двое умирают от ранений. Чендлер едва не погибает от потери крови после ранения. Доктор Скотт вынимает осколки из командора, но ему нужно удалить ещё осколки, грозящиеся убить его. |            |                                                 |                      |                                    |                 |                     |
| 22 | 12         | «Бей тревогу» «Cry Havoc»                       | Грег Биман           | Марк Мэлоун и Ник Ван Зебрук       | 30 августа 2015 | 2.96                |
| Командование «Натана Джеймса» планирует атаку на подлодку и с этой целью начинают дезинформацию через сеть «Валькирия», дабы заманить противника в нужное место. Попутно Миченера, доктора Скотт и других лиц, под охраной, которые важны для миссии, отправляют на берег инкогнито. В то же время механики корабля переделывают измеритель глубины в сонар, но он может сгореть в момент запуска. Команда на земле замечает семью заражённых и Рейчел передаёт больной девочке вакцину через рукопожатие. От них же Слэттери, возглавляющий наземную команду узнаёт про некое орудие, способное затопить «Натан Джеймс». На подлодке понимают, что все «перемещения» корабля фальшивы, но не знают, что последний прямо над ними. После непродолжительной погони подлодку удаётся подбить, но «Натан Джеймс» также получает повреждения и лишается всего вооружения (за исключением стрелкового и пулемётов). Слэттери, Грин и Текс подбираются к орудию, оказавшемуся ракетной батареей. После недолгой перестрелки установка захватывается и используется для затопления подлодки. |            |                                                 |                      |                                    |                 |                     |
| 23 | 13         | «Более совершенный союз» «A More Perfect Union» | Джек Бендер          | Энн Кофель-Саундерс                | 6 сентября 2015 | 2.75                |
| Миченер записывает видеообращение и транслирует его через все возможные каналы связи. В то же время доктор Скотт и Валькирия разъясняют принцип действия вакцины и работу программы «Покойник». Текс оставляет команду и отправляется на поиски своей семьи, но находит лишь могилу жены, а дочь уехала в Мемфис. Тем временем оккультисты планируют атаку в Мемфисе, дабы подорвать и без того хрупкое доверие народа к военным. Текс узнаёт про скорую атаку и предупреждает «Натан Джеймс». В Мемфисе Текс находит дочь, а Вульф, Грин и несколько котиков устраняют оккультистов и арестовывают их предводителя Макдавела. Вскоре «Натан Джеймс» прибывает в Сент-Луис, где Миченер даёт присягу. Вечером команда празднует недавние события. Миченер повышает Чендлера до начальника штаба ВМФ, Грин делает предложение Каре, и она, не ответив, целует его. Вскоре Рейчел беседует с Томом и рассказывает про свои планы. Чуть позже доктор Скотт сталкивается с одним из оккультистов, и со словами «Такова участь Тирана» тот стреляет в неё. |            |                                                 |                      |                                    |                 |                     |

### Сезон 3 (2016)
| № общий | № в сезоне | Название                                        | Режиссёр       | Автор сценария                       | Дата премьеры    | Зрители в США (млн) |
| --- | ---------- | ----------------------------------------------- | -------------- | ------------------------------------ | ---------------- | ------------------- |
| 24 | 1          | «Эффект Скотт» «The Scott Effect»               | Майкл Кэтлман  | Стивен Кэйн                          | 19 июня 2016     | 1.79                |
| С событий прошлого сезона прошло 154 дня. США возвращается к нормальной жизни. «Натан Джеймс» под командованием Слэттери идёт во Вьетнам с грузом вакцины. В то же время из Японии приходят обрывочные сведения, что вакцина, изобретённая Рейчел Скотт, не действует. В Сент-Луисе полагают, что «Красная чума» мутировала, в том числе из-за нового руководства Китая в лице президента Пенга. Чендлер, ставший начальником штаба ВМФ, по заданию Миченера летит в Гонконг на саммит стран Азии. Вечером того же дня к Чендлеру, болтающему со старой знакомой Сашей Купер, подбегает представитель Вьетнама и сбивчиво заявляет, что её страна ни при чём. Оказывается, несколько офицеров сошли на берег для участия в вечеринке по случаю доставки вакцины, и были захвачены неизвестными, но Грину вместе с одним из офицеров удалось сбежать. Чендлер получает приказ вернуться в Штаты, но сходит с самолёта под предлогом, что сможет быстрее добраться до корабля и помочь. Вылетевший без Чендлера самолёт взрывается. |            |                                                 |                |                                      |                  |                     |
| 25 | 2          | «Восходящее солнце» «Rising Sun»                | Майкл Кэтлман  | Хэнк Стейнберг                       | 19 июня 2016     | 1.78                |
| Китайцы на двух внедорожниках приехали в аэропорт, чтобы уничтожить выживших после крушения самолёта. «Натан Джеймс» отошёл в нейтральные воды. Два члена экипажа, сбежавшие из засады в клубе пытаются выйти на связь с кораблём. Саша ведёт Волка и Тома к своей знакомой Джесси из врачей без границ, которая рассказывает, что видела ракеты Пенга в деревне под Гуанчжоу, и у неё погибли там все друзья и брат. «Натан Джеймс» вышел на след одного из кораблей которые пропали с радаров перед атакой на клуб. Захваченных моряков везут в море. Корабль, при требовании «Натана Джеймса» остановиться, меняет курс и ускоряется. В США на президента давят губернаторы из-за введённых талонов на продовольствие. Саша и Джесси тайно распространяли вакцину. По Гонконгу расставлены блокпосты все ищут Тома и команду. Два сбежавших члена экипажа берут пленного и пытаются его разговорить, но у них ничего не выходит, перед его смертью они понимают, что он знает английский и он сказал, что кто-то будет в гневе потому что одного из сбежавших членов экипажа ранили, и тот теряет кровь. Пенг сообщил президенту Джеффри Миченеру, что самолёт Тома Чандлера потерпел крушение сразу после взлёта. У Джесси есть вертолёт, на котором все полетели во Вьетнам. |            |                                                 |                |                                      |                  |                     |
| 26 | 3          | «Шанзай» «Shanzhai»                             | Пол Холахан    | Джордж Замакона                      | 26 июня 2016     | 2.42                |
| Захваченных моряков привезли по реке в лагерь пиратов. Саша по вещам изъятым у пленного двумя сбежавшими моряками установила, что это пираты. Том связался с Джеффри и сообщил, что самолёт взорвал точно Пенг, а захват экипажа во Вьетнаме — это дела пиратов. Пираты с непонятной целью выкачивают кровь у захваченных членов команды. На «Натане Джеймсе» всегда был вертолёт, но его уничтожили, поэтому Том Чандлер пытается уговорить Джесси остаться на корабле с её вертолётом. «Натан Джеймс» вернулся во Вьетнам, чтобы отследить два оставшихся корабля. Операция по розыску следов пиратов на суше привела в ловушку, устроенную китайцами. Двое из задержанных моряков попытались сбежать из лагеря через выгребную яму, но их задержали (цель побега была зацепиться за визуальные географические ориентиры). Джессика согласилась забрать команду из ловушки китайцев на вертолёте. Наземная операция получила имя пирата, похитившего членов экипажа в клубе — Токихая. В Америке по телевидению передают обращение задержанных членов команды, записанное пиратами. |            |                                                 |                |                                      |                  |                     |
| 27 | 4          | «И у дьявола есть сострадание» «Devil May Care» | Пол Холахан    | Ник Ван Зебрук                       | 3 июля 2016      | 1.97                |
| Токихая выдвинул требование, что американцы должны покинуть регион в течение 36 часов, иначе он начнёт казнить членов команды. В обращении Слэттери и Джетер вместо своих серийных номеров назвали ориентировочные географические координаты, которые они смогли вычислить по звёздам, дав подсказку, которую разгадал Том Чандлер. Координаты слишком обширные - под них попадает несколько десятков островов, поэтому прежде чем идти на поиск, кораблю надо заправиться, единственная заправочная станция в регионе заблокирована китайскими эсминцами, Том Чандлер решает слетать к Пенгу в Гонконг чтобы лично договориться об этом, несмотря на то, что Пенг хочет убить его. Токихая рассказал Слэттери, что вакцина не работает. Том добился от Пенга заправки корабля, Пенг рассказал, что Токихая — его злейший враг, и он отмечал на карте острова, которые китайцы обыскали в его поисках. Карта сузила поиск до 5 островов. Токихая понял замысел Слэттери с координатами Острова. |            |                                                 |                |                                      |                  |                     |
| 28 | 5          | «Минное поле» «Minefield»                       | Питер Уэллер   | Марк Мэлоун                          | 10 июля 2016     | 2.50                |
| Корабль «Натан Джеймс» зашёл на минное поле перед одним из островов с предполагаемым местонахождения Токихая. Минное поле с секретом — мины в связках по три разного типа, одна самодельная с механизмом положения в пространстве. Мины начали двигаться в сторону корабля. На острове у жены Токихая началась малярия. Губернаторы решили воспользоваться ситуацией и продавить свои интересы, но Джефри пригрозил ввести войска и предложил всем заниматься своей работой. Команда придумала способ расчистить путь для корабля с помощью моторной лодки и постановщика помех. Токихая запускает торпеду по кораблю, катер бросается ей наперерез, после взрыва катер перевернуло, но ребят успешно нашли, и корабль вышел из минного окружения. |            |                                                 |                |                                      |                  |                     |
| 29 | 6          | «Пекло» «Dog Day»                               | Майкл Нанкин   | Джилл Бланкеншип и Онали Хантер Хьюз | 17 июля 2016     | 2.35                |
| Корабль продолжает поиск Токихая. Токихая готовится к бегству. Команда пленных подаёт радиосигнал для корабля. Корабль пингует сигнал, и он оказывается с острова вне зоны поиска. Токихая узнал про проделки заложников с радиоантенной и начал срочную эвакуацию лагеря оставив больную жену с небольшой группой и врачом под полом лачуги. Поисковый отряд в лагере никого не нашёл, и отправился по следу через прорубленную в зарослях тропу, их стали устранять по одному, пока группа не поняла, что пираты используют замаскированные тоннели для перемещения. После ожесточенного боя пленные освобождены, все пираты уничтожены, кроме Токихая. При поиске Токихая на группу напала китайская разведка, отбиться от которой помог только залп с корабля. Токихая с женой арестовали. |            |                                                 |                |                                      |                  |                     |
| 30 | 7          | «В темноте» «In the Dark»                       | Стивен Кэйн    | Кэти Суэйн                           | 24 июля 2016     | 2.46                |
| «Натан Джеймс» пытается уйти подальше, команда хочет связаться с президентом Джефри и сообщить об успехе операции так, чтобы китайцы не засекли сигнал. Но Пенг отправил на поиск корабля все свои силы. Упрямый журналист Джейкоб копает под президента Джефри, на этот раз он добрался до заключённого, который убил доктора Скотт. У Токихая родился сын Които, ему дали вакцину, и она помогла. Жена Токихая вспомнила про зелёный туман. «Натан Джеймс» решил дать бой четырём кораблям китайцев, но Токихая предложил другой план — он провел корабль через своё минное поле, а китайцы, кинувшись за ним, частично подорвались на минном поле, а другие отступили. Том смог выйти на связь и сообщил об успехе операции, но в США президента Джефри нашли повешенным. Команду корабля во Вьетнаме сдал Ву-Мин. |            |                                                 |                |                                      |                  |                     |
| 31 | 8          | «Перемены» «Sea Change»                         | Дженнифер Линч | Сара Х. Хоут                         | 31 июля 2016     | 2.40                |
| Похороны президента Джефри и новый президент Оливер. Том хочет найти Ву-Мина и узнать, что у него на кораблях с меткой «черный круг». Шанзая больше нет — его уничтожили. Пенг уничтожил целый город, чтобы замести следы. Ву-Мина нашли в доме его матери с китайскими разведчиками, освобождённый Ву-Мин всё равно не желает делиться информацией. Региональные лидеры стараются отменить все принятые решения Джефри, полицию передали под управление губернаторов. Натан Джеймс нашёл один из кораблей с чёрной меткой и остановил его для обследования. В корабле за наркотиками было спрятано биологическое оружие, которое делает вирус красной чумы не восприимчивым к вакцине. |            |                                                 |                |                                      |                  |                     |
| 32 | 9          | «Рай» «Paradise»                                | Пол Холахан    | Джордж Замакона                      | 14 августа 2016  | 2.00                |
| Бомбы с зелёным туманом собирают на бывшей базе США. Денис и Кара вышли на разгадку шума мешавшего передачи видеосигнала. Оказалось, что передача велась из Белого дома, предатель передавал координаты «Натана Джеймса». В тайваньском проливе все три американских корабля были подбиты. На сообщение о предателе внутри Ривер отреагировал, убежав из кабинета звонить по телефону, а Элисон наехала на президента Оливера и сказала, что Белый дом перекрыт и связи с внешним миром нет, у него теперь новые телохранители — это заговор губернаторов и они не хотят централизованного управления. Ривера и сенатора Битти убивают на парковке. |            |                                                 |                |                                      |                  |                     |
| 33 | 10         | «Бегство» «Scuttle»                             | Майрзи Алмас   | Ира Паркер                           | 21 августа 2016  | 2.32                |
| Семья Кары и семья Тома покидают Сент-Луис. Оливер стал марионеткой региональных лидеров. Кара доверяет только Элисон, считая, что крот кто-то другой, но вызвав её навстречу она понимает, что именно Элисон предатель. Кара просит журналиста Джейкоба о помощи в расследовании. Капитан Майло получил приказа арестовать Тома Чандлера и сместить Слэттери в управлении «Натаном Джеймсом». Том требует трибунала. На борту «Натана Джеймса» начались стычки между разными командами, стычка была спровоцирована специально, чтобы изъять ключи от арсенала у нового капитана. Кара и Джейкоб выясняют что региональные лидеры собираются загонять всех в тюрьмы, в этот момент в квартиру к Джейкобу врывается спецагент и ранит Джейкоба, в ответ его убивает Кара. На корабле начинается переворот, старая команда возвращает себе право управлять кораблём. В убийстве Битти и Ривьеры обвинили Кару и Джейкобса. Регионы возводят границы между собой. |            |                                                 |                |                                      |                  |                     |
| 34 | 11         | «Наследие» «Legacy»                             | Пол Холахан    | Ирам Мартинес                        | 28 августа 2016  | 2.32                |
| Текс задержан одним из региональных лидеров Робертой Прайс. Кара назначила ему встречу, и это узнала Прайс через автоответчик, на котором была записана время и место встречи. Текс сбежал, приехал на место встречи как раз вовремя, и не позволил захватить Кару и Джейкобса людьми Прайс. Пенг решил уничтожить национальный архив Японии, и команда Натана Джеймса хочет ему помешать: захватывает один корабль китайцев и топит второй, уничтожают всю армию Пенга, которая высадилась для уничтожения архива. Пенг и Токихая убивают друг друга. Пенг, умирая, не выдал предателя, с которым работал. Оливер начал пресс-конференцию по развалу США на отдельные государства. Текс и Кара прибыли вовремя и прерывают эту конференцию, спасая президента из рук Элиссон, но теряют Джейкоба. Элиссон заканчивает развал страны и обвиняет во всём Оливера и Чандлера. Убивает всех генералов. Том берёт курс на Сан Диего. |            |                                                 |                |                                      |                  |                     |
| 35 | 12         | «Сопротивление» «Resistance»                    | Антон Кроппер  | Марк Мэлоун и Ник Ван Зебрук         | 4 сентября 2016  | 2.32                |
| Кара, Текс и президент так же двигаются в Сан-Диего. У региональных лидеров начинаются конфликты на почве деления территории убитого сенатора Битти. По прибытии в Сан-Диего в «Натан Джеймс» попадает две ракеты, но Том, предполагая такой исход, подставил под удар захваченный у китайцев корабль «Хайнань», похожий на «Натан Джеймс», в это время ударная группа направилась на захват Кастильо. Текс и Кара тем временем на военной базе пытаются разобраться, куда отправляют всё продовольствие, которое изымают у населения, обе группы натыкаются друг на друга, и они решают остановить поезд с продовольствием, идущий с базы. Но в поезде перевозят не продовольствие, а людей. Люди напуганы и хотят есть, но не хотят покидать поезд. Том арестовал Кастильо, и отправил его вместе с президентом на «Натан Джеймс». Элисон узнала, что Том провёл всех вокруг пальца. |            |                                                 |                |                                      |                  |                     |
| 36 | 13         | «Не оглядывайся» «'Don't Look Back'»            | Питер Уэллер   | Джилл Бланкеншип и Онали Хантер Хьюз | 11 сентября 2016 | 2.27                |
| Команда «Натан Джеймса» нацелена на арест всех остальных региональных лидеров. Двух лидеров берёт команда «Натана Джеймса», Прайс и Элисон прячутся в Белом доме под усиленной охраной. Элисон убивает Прайс и атакует «Натан Джеймс» с дрона, пока «Натан Джеймс» отбивается от дрона, в него попадает ракета, на корабле пропала связь с внешними командами. Чтобы спастись от дрона, Натан Джеймс отключает очистку топлива и создаёт дымовую завесу вокруг себя. Элисон сбежала и у неё в заложниках дети Тома, которых она обменивает на Тома. Чтобы предотвратить вылет Элисон Саша убивает пилотов, Тэкс погибает в перестрелке внутри самолёта. Том убивает Элисон. |            |                                                 |                |                                      |                  |                     |

### Сезон 4 (2017)
| № общий | № в сезоне | Название                                                      | Режиссёр     | Автор сценария                                                                | Дата премьеры    | Зрители в США (млн) |
| --- | ---------- | ------------------------------------------------------------- | ------------ | ----------------------------------------------------------------------------- | ---------------- | ------------------- |
| 37 | 1          | «В разгар событий» «In Medias Res»                            | Пол Холахан  | Стивен Кэйн                                                                   | 20 августа 2017  | 1.87                |
| Прошло 1,5 года с событий 3-го сезона. Чендлер с детьми покинул Штаты, инкогнито обосновавшись на греческом острове . Тем временем миру угрожает новая напасть: все растения на земле поражены красной ржавчиной, их нельзя употреблять в пищу, а биосфера земли на грани исчезновения. Команда «Натана Джеймса» совершает сделку по покупке семян, в ДНК которых содержится алгоритм противодействия вирусу красной ржавчины, но в продавца стреляют во время сделки и он впадает в кому, зёрен при нём не было. Том работает на рыболовецкой лодке. На острове появился «хозяин моря», считающий Средиземноморье личным владением Джорджо Велика, который обирает рыбаков и забирает почти весь улов. Чандлер и его друг угоняют у него яхту с провизией. На базу в Роте, где был пришвартован «Натан Джеймс», нападают местные бандиты, их цель — Махмуд, продавец зёрен, который находится в коме. В ответ на угон яхты владелец моря сжигает шхуну друга Тома Алекса.                                                |            |                                                               |              |                                                                               |                  |                     |
| 38 | 2          | «Геркулесовы столбы» «The Pillars of Hercules»                | Реза Табризи | Онали Хантер Хьюз                                                             | 20 августа 2017  | 1.65                |
| На «Натан Джеймсе» заканчиваются запасы продовольствия, он плывёт в район предполагаемого нахождении семян. В Греции Джорджо предлагает работу Тому, и он соглашается. По всему миру опять начинаются беспорядки — люди голодают и озлоблены. Джорджо собирает самых сильных людей по всей Греции, устраивая бои — кто побеждает, тот кормит семью. У Джорджо тоже есть хозяин. «Натан Джеймс» попал в рыбацкие сети, у него отказали двигатели и сонары от взрыва, так как сети были со взрывчаткой. По «Натану Джеймсу» стреляют с берега из старой базы Англии, группа выдвигается, чтобы уничтожить установку ведения огня, «Натан» дрейфует, пытаясь отремонтировать двигатели, так как без двигателей нет генерации и не работает орудия. Команде инженеров удалось запустить двигатель при помощи двигателя вертолёта. Противник «Натан Джеймса» — Омар, который так же охотится за зёрнами и у него есть покровитель. Том, убив человека в одном из поединков, заинтересовал Джорджо и становится его любимчиком. |            |                                                               |              |                                                                               |                  |                     |
| 39 | 3          | «Хлеба и зрелищ» «Bread and Circuses»                         | Бобби Рот    | Ира Паркер                                                                    | 27 августа 2017  | 1.65                |
| Команда ищет семью Махмуда, но Омар находит раньше. Том, проведя ночь с сестрой Джорджо, снимает с неё амулет-ключ-пропуск и проникает в закрытую часть здания, но не получает ответы на свои вопросы, так как все данные зашифрованы. Омар в доме матери Махмуда находит контейнер с зёрнами. Омар приехал на сделку к Джорджо. Команда увидела Тома на ринге и Слэттери выходит для приветствия. Сделка состоялась, семена у Лючии, сестры Джорджо. Том раскрыл себя, забрал у неё семена и отдал Слэттери, чтобы тот доставил их на корабль. |            |                                                               |              |                                                                               |                  |                     |
| 40 | 4          | «Ностас» «Nostos»                                             | Кеннет Финк  | Джилл Бланкеншип                                                              | 3 сентября 2017  | 1.67                |
| Команда ищет Слэттери, он ранен. Омар предлагает помощь Джорджо в поиске семян. Скрываясь от преследователя, капитан Слэттери заходит в какой-то дом и теряет сознание, хозяйка дома оказывает ему первую помощь, и даёт ему "ностос" — напиток, по своим свойствам похожий на наркотик, после чего Слэттери пытается бежать, но периодически его поражают галлюцинации, и он приходит в себя в незнакомых местах. Слэттери нашёл способ передать сигнал о своём местоположении, зеркалом он передал на корабль свой позывной при помощи азбуки Морзе. Вертолёт забрал Слэттери, семена и команду на корабль. |            |                                                               |              |                                                                               |                  |                     |
| 41 | 5          | «Верность» «Allegiance»                                       | Стивен Кэйн  | Майкл Зусман                                                                  | 10 сентября 2017 | 1.46                |
| Слэттери долго отходил от «ностоса» и утверждает, что это не галлюцинации, а всё было как в реальности: запахи; ощущения. Том предложил захватить Велика отца Джорджо и Лючии, так как у него есть план по модификации растений, для противодействия красной ржавчине. «Натану Джеймсу» нужно доставить зёрна в Неаполь, откуда самолётом отправить их в США. По пути следования в Неаполь "Натан Джеймс" принимает сигнал бедствия, команда решает прийти на помощь и спасает с тонущего судна 28 человек. Данный инцидент подстроила британская разведка, Англия заключила сделку с Великом и теперь хочет выкрасть зёрна с «Натана Джеймса» при помощи Флетчера, который служит на «Натане» и является агентом британской разведки. Самолёт, который должен был перевести зёрна в США, потерпел крушение по пути в Неаполь. Том вновь одел форму и принял присягу. |            |                                                               |              |                                                                               |                  |                     |
| 42 | 6          | «Буря» «Tempest»                                              | Питер Уэллер | Кэти Суэйн                                                                    | 17 сентября 2017 | 1.58                |
| Нашёлся дополнительный самолёт в Тель-Авиве и новый аэродром, о котором Велик не должен ничего знать. Флетчер выдал план движения и цель назначения «Натан Джеймса». Когда «Натан» увидел греческий флот, он попытался скрыться от него, уйдя в шторм. Сообщник Флетчера под предлогом больного сердца отправился в лазарет, где убил врача и завладел зёрнами. Так же вычислили, что Флетчер отправил координаты назначения грекам. Флетчер и его сообщник пытаются спрятаться на корабле, команда ведёт их поиски. Флетчеру удаётся сбежать вместе с зёрнами, его сообщника убивают. |            |                                                               |              |                                                                               |                  |                     |
| 43 | 7          | «Пир» «Feast»                                                 | Билл Ро      | Ирам Мартинес                                                                 | 24 сентября 2017 | 1.54                |
| Поиски Флетчера не дали успехов, поэтому команда решает наведаться домой к Джорджо. В доме Джорджо команда нашла сервер с данными, которые были переданы на корабль. Омар так же заглянул на вечеринку к Джорджо, люди Омара убивают всех подряд. В суматохе перестрелки Джорджо сбегает, команда улетает одна, но с записями Велика. Из записей команда узнала, что Велик хочет сделать из людей "послушных овец", чтобы быть их "пастухом". Команде удалось взломать шифр и получить координаты лаборатории Велика, выяснилось, что она на корабле. |            |                                                               |              |                                                                               |                  |                     |
| 44 | 8          | «Лепрозорий» «Lazaretto»                                      | Пол Холахан  | Сюжет : Шон Кук Телесценарий : Джилл Бланкеншип                               | 1 октября 2017   | 1.34                |
| Флетчер начинает понимать настоящую сущность Велика. Флетчер убивает Димитриуса - первого подопытного Велика, на котором тот проверил действия препарата, убирающего агрессию полностью и превращающих человека в марионетку. Чтобы вычислить местоположение Велика, команда решает взять ретранслятор, через который маскируются звонки Велика. На острове, где находится ретранслятор, расположена тюрьма и тренировочная база для бойцов Джорджо. Чтобы попасть к ретранслятору, нужно влиться в толпу бойцов. Флетчер манипулирует Джорджо через его тщеславие, и заставляет действовать против отца. Команду на острове с ретранслятором раскрыли, но они успели передать координаты корабля. Флетчер вышел на связь с "Натаном Джеймсом" и сообщил, что корабль Велика идёт на Мальту. Младшего сына Велика Кристаса убили во время обучения в Америке, поэтому он принимает "ностос", чтобы его видеть и работать с ним.                                                                                           |            |                                                               |              |                                                                               |                  |                     |
| 45 | 9          | «Обнаружить, обмануть, уничтожить» «Detect, Deceive, Destroy» | Лукас Эттлин | Сюжет : Онали Хантер Хьюз и Джилл Бланкеншип Телесценарий : Онали Хантер Хьюз | 8 октября 2017   | 1.34                |
| У греков три корабля, и все идут на Мальту, прикрывая лабораторию. План команды "Натана Джеймса" — выманить корабли по одному и расправиться с ними. Когда не получилось выманить корабли по одному, команда решила использовать большую рыбацкую лодку, чтобы выдать её за "Натан Джеймс" и отвести эскадру прикрытия, но Ставрос понял это и отправил два других корабля назад, защищать корабль Велика. "Натан" потопил все три корабля сопровождения по одному, и нашёл корабль Велика, потеряв вертолёт и пилота. Джорджо Велик погиб на последнем корабле эскадры, Лучия выжила. |            |                                                               |              |                                                                               |                  |                     |
| 46 | 10         | «Эндшпиль» «Endgame»                                          | Питер Уэллер | Ирам Мартинес и Ира Паркер                                                    | 8 октября 2017   | 1.20                |
| Велик плывёт на Мальту — там ждут самолёты, чтобы развести его исцелённые растения по всему миру. Чтобы уничтожить самолёты, пришлось выдать позицию "Натана". Тритон, обнаружив позицию "Натан Джеймса", начал его активное уничтожение. План "Натан Джеймса" — запутать Тритон и отправить команду на его борт для диверсии, так как у них семена и топить его нельзя. Во время тревоги на Тритоне Велик сжигает все свои труды и записи, в огне Саша пытается отыскать зёрна. Саша находит зёрна и спасает жизнь Тому. Команда возвращается домой. |            |                                                               |              |                                                                               |                  |                     |

### Сезон 5 (2018)
| № общий | № в сезоне | Название                             | Режиссёр     | Автор сценария                       | Дата премьеры    | Зрители в США (млн) |
| --- | ---------- | ------------------------------------ | ------------ | ------------------------------------ | ---------------- | ------------------- |
| 47 | 1          | «Повод для войны» «Casus Belli»      | Пол Холахан  | Стивен Кэйн                          | 9 сентября 2018  | 1.26                |
| С событий предыдущего сезона прошло три года. Мир полностью оправился и от "Красной чумы", и от голода, вызванного "Красной ржавчиной". Том Чандлер вышел в отставку в звании адмирала и стал преподавателем в Аннаполисе. Один из его студентов, Свэйн с опозданием отдаёт домашнюю работу - доклад на тему "Следующий вирус будет компьютерным". Тем временем, Южную Америку сотрясают протесты, основанные на ненависти к США. Саша, Волк, Грин и Кэнди находятся в Панаме, и проведя небольшую показательную спецоперацию, предлагают защиту президенту Панамы, так как его служба безопасности работает плохо, а соседи из Колумбии хотят объединить всю Латинскую Америку под своим крылом. На утро команда узнала, что президент Панамы убит и обвиняют в этом американцев. В Мейпорте, Флорида, проходит "неделя флота", на которой собрался весь американский флот, морпехи и простые гражданские. Чандлер присутствует на мероприятии вместе с бывшими членами команды. Тем временем, хакеры запускают в систему Минобороны США компьютерный вирус, который отключает все компьютеры и оружейные системы. Спустя несколько секунд после кибератаки, на Мейпорт нападают истребители неизвестного врага, которые уничтожают два эсминца, названные в честь членов команды "Натана Джеймса" и повреждают остальные. При нападении гибнут Гарнетт и Риос. "Натан Джеймс" избежал воздушной атаки, проводя экскурсионный поход неподалёку от Мейпорта. Ответственность за нападение на Америку взял на себя президент Колумбии Таво, это месть за убийство президента Панамы. Группа Грина из-за отсутствия связи и обрывочных сведений о гибели американского флота, решает ехать в Колумбию.                         |            |                                      |              |                                      |                  |                     |
| 48 | 2          | «Туман Войны» «Fog of War»           | Янн Тернер   | Джилл Бланкеншип                     | 16 сентября 2018 | 1.31                |
| Президент США объявил войну Колумбии. Таво уговаривает Мексику присоединиться к Колумбии в борьбе с США. Повреждённый компьютерным вирусом "Натан Джеймс" ищет корабль снабжения для дозаправки, снабжения оружием и ремонта. Чандлер приказывает найти Свэйна и привезти его для поиска вируса. Тем временем Таво подготовил войска для переброски в Мексику, Саша и команда хотят взорвать мост, построенный через Дарьенский пробел, чтобы помешать перемещению войск Таво. Они встречаются с отрядом повстанцев, которые не убивают всю четвёрку лишь благодаря знакомству Грина с одним из них. Мексика выступила против агрессии Колумбии. Заправка "Натана Джеймса" оказалась под угрозой, так как в районе курсирует вражеский корвет, топящий торговые суда, идущие в Мексику, а поскольку основное орудие стреляло, но не поворачивалось, рулевой Белл из Техаса благодаря своим навыкам потопил вражеский корвет. На лагерь повстанцев нападают солдаты Таво, которые убивают почти всех местных, включая Пабло - друга Грина, но сами попадают под огонь Саши и Кэнди. |            |                                      |              |                                      |                  |                     |
| 49 | 3          | «Мост» «El Puente»                   | Марк Мэлоун  | Билл Роу                             | 23 сентября 2018 | 1.41                |
| Чандлер вылетает на "Натан Джеймс" для переговоров кубинского и мексиканского лидеров, находящихся во враждебных отношениях из-за инцидентов с беженцами, имевшими место во время пандемии. Целью этих переговоров является совместная защита мексиканского нефтехранилища. Успех переговоров достигается только благодаря личности Чандлера. Наблюдая за мостом, Саша делает неутешительный вывод - имеющейся взрывчатки не хватит, чтобы причинить ощутимый урон мосту, поэтому команда придумывает новый план: они хотят взорвать бензовоз колумбийской армии на мосту. Грин и Саша вместе с местными повстанцами захватывают штабной грузовик с командиром отряда, убившего повстанцев. Грин едва сдерживается от его убийства но применяет жестокие методы допроса. Им почти удаётся пройти все КПП, но солдаты Таво открывают огонь. Тем временем Кэнди и Волк угоняют бензовоз, и выгоняют его прямо на мост. Мост взрывается, а отряд получает зашифрованный план колумбийской армии под названием "Азул". |            |                                      |              |                                      |                  |                     |
| 50 | 4          | «Северный тропик» «Tropic of Cancer» | Бад Кремп    | Кэти Суэйн                           | 30 сентября 2018 | 1.20                |
| Таво отправил флот из 4 кораблей на захват нефтехранилища. На "Натане Джеймсе" придумывают план по уничтожению вражеской эскадры. До определённого момента всё идёт хорошо. Два корабля противника были уничтожены, но третий, подбивает "Джеймса", и вызывает неисправность топливной системы. Едва ремонт закончился, кубинский корабль-союзник покидает поле боя, а "Натан Джеймс" обстреливает и серьёзно повреждает артиллерийскими снарядами неизвестный корабль, идентифицированный как линкор класса "Айова". Кара, несмотря на возражения Чандлера, выводит корабль из боя и направляет его на Ки-Уэст. Тем временем, группа Саши направляется к самолёту наркоторговцев, чтобы на нём добраться до США, но по пути попадает в засаду. Волк получает серьёзное ранение подорвавшись на мине. От взрыва погибает проводник группы в Панаме. Волк просит бросить его ради успешного возвращения группы. Куба молча удалилась, давая понять, что они с Колумбией. Гватемала так же подчинилась Колумбии, на что Мексика сообщила, что она не в силах обеспечить безопасность нефтехранилища, и подорвала его, чтобы оно не досталось врагу. Команда Саши успешно добирается до самолёта и вылетает в США. В другой сюжетной линии, Свэйн выясняет, как компьютерный вирус попал в здание, защищённое от любых электронных девайсов. Алиша, поняв, что вирус попал в здание вместе с ней, едет к своей девушке за разъяснениями. Свэйн немногим позже понимает, что ключ-карта Грандерсон была использована как носитель вируса и пытается предупредить её, но не успевает - в потасовке Алишу убивают ударом ножа. Куба примыкает к Таво, а мексиканский лидер взрывает нефтехранилище, чтобы оно никому не досталось. |            |                                      |              |                                      |                  |                     |
| 51 | 5          | «Воины» «Warriors»                   | Питер Уэллер | Джилл Бланкеншип и Онали Хантер Хьюз | 7 октября 2018   | 1.05                |
| С событий предыдущей серии прошло три месяца. "Натан Джеймс" стоит на ремонте, который уже заканчивается. Фронт войны проходит через середину Мексики. Президент приказал захватить стратега Монтану, автора плана "Азул". Том возглавил эту операцию. Братья Бёрк, Миллер и ещё несколько моряков посещают женский клуб для сбора пожертвований на войну. Кара уговаривает Грина в коем-то веке пообщаться с сыном, которого он видел всего два раза. Встреча заканчивается не очень хорошо, так как Френки (сын Дэниэла и Кары) выхватывает у отца нож. Грин, боясь за сына, обижает его. Тем временем Монтана и Том, которые встречались незадолго до похода "Натана Джеймса" в Арктику перед пандемией, ведут диалог. Он показал, что Монтана стал пацифистом и прятался на Ямайке от Таво. Монтана разочаровался в Таво, когда тот стал уничтожать целые деревни как параноик. Эти события перекликаются с флешбеками, в которых Том не может найти контакт со своими детьми, с которыми он практически никогда не проводил время. В пылу спора выясняется, что его дети пользуются другой фамилией. Бой на Ямайке заканчивается тем, что Монтана умирает, а данные, полученные от Монтаны, позволили выстроить новую линию борьбы с диктатурой Колумбии. |            |                                      |              |                                      |                  |                     |
| 52 | 6          | «Bыброска десанта» «Air Drop»        | Пол Холахан  | Ира Паркер                           | 14 октября 2019  | 1.21                |
| Со слов Монтаны, на Кубе есть сопротивление, которое ведёт боевые действия против власти Колумбии. США хотят снабдить войска кубинского сопротивления вооружением для ведения войны с режимом Таво. Таво занимается чистками на своей территории, это не нравится Гектору, его другу. После выброски десанта и груза в самолёт попадает ракета, стрелял тот же корабль, который в одиночку прорвался на Кубу, нанеся урон "Натану Джеймсу". Том Чандлер получил ранение в бок, но сумел эвакуироваться из падающего самолёта, и выйти на кубинское сопротивление. С их помощью Чандлер вызволил из окружения оставшуюся команду и груз. |            |                                      |              |                                      |                  |                     |
| 53 | 7          | «Мы — кровь» «Somos la Sangre»       | Питер Уэллер | Ирам Мартинес                        | 21 октября 2018  | 1.30                |
| Американцы и Сопротивление Кубы пытаются захватить Базу Икс, которой нет ни на одной карте, в базе прячется президент Кубы Салазар, если падёт База, то падёт и Куба, лояльная Таво. Свэйн вышел на след Челси (любовницы Алиши, которая её убила, когда раскрылось, как она использовала Алишу для запуска вируса), сестра Челси рассказала про её колумбийского парня Октавио. Разведка находит секретный тоннель на Базу Икс. В этот момент колумбийский корабль стреляет в дом, где находится ставка Сопротивления. "Натан Джеймс" начал охоту за неуловимым кораблём. Таво потерял Кубу, осталось выяснить, почему они так сильно охраняли Базу Икс. Челси сдаётся лично, но принимает какую-то капсулу и начинает биться в эпилепсии, для неё вызывают скорую, а бригадой в скорой выступает её парень Октавио и его головорезы из Колумбии. На Базе Икс нашли макет этажа командного центра. |            |                                      |              |                                      |                  |                     |
| 54 | 8          | «Честь» «Honor»                      | Пол Холахан  | Онали Хантер Хьюз                    | 28 октября 2018  | 1.12                |
| Группа Октавио захватила командный центр. Главная цель группы Октавио — президент США. Рассел и Свейн сумели связаться с "Натаном Джеймсом". Группа Октавио пытается взломать бункер президента, они знают командный центр, потому что украли чертежи во время атаки вируса, но командование предполагает, что группа Октавио не знают старых чертежей. В командный центр есть вход через тоннель, туда едет спецназ, но Октавио знал и заранее поставил мину, и спецназ подорвался на ней. Президент вышел к группе Октавио, кода тот начал расстреливать заложников. Таво устроил трансляцию со своей агитацией на всю страну, во время которой заставил президента США показать свою слабость. Следующий, кого хочет унизить Таво — это адмирал Том Чандлер, герой США. Слэттери пытается задеть Челси, чтобы она изменила своё отношение к Октавио. Грин, Волк и другие на базе в Кубе по макету командного центра придумывают, как провести операцию с помощью Свейна и Рассела, и у них получается. Командный центр освобождён, а Чандлер тем временем подорвал корабль, на который должен был взойти, чтобы сдаться властям Колумбии. |            |                                      |              |                                      |                  |                     |
| 55 | 9          | «Отвага» «Courage»                   | Питер Уэллер | Марк Мэлоун и Кэти Суэйн             | 4 ноября 2018    | 1.13                |
| Настал день «Д», армия США начала вторжение в Колумбию с целью уничтожения режима Таво. В стане Таво генералы устроили бунт, и хотят его убить за ужином. По пути в Колумбию Митчнер и Натан Джеймс проходят между двумя корветами, патрулирующими акваторию. Перед высадкой, чтобы ослепить ещё один корвет, Свейн запускает свою программу, которую он написал в свободное время. Программа делает петлю для радара, через которую не видно реальную картину. Для высадки командование выбрало не самый удобный пляж, зато менее защищённый. Патрульный корабль Колумбийцев наткнулся на инфракрасную шайбу американцев, которой десантная группа пометила рифы и выступы для безопасной высадки основных сил, поэтому десантной группе пришлось завладеть катером. На катере был ребёнок, который выстрелил в Бёрга из гарпуна, от чего тот погиб, и Грин убил мальчика. Перед ужином Таво узнал, что генералы собирались устроить переворот, и устранил их. Как выяснилось о заговоре ему рассказали карты жены, которые так же сказали, что Гектор причастен ко всему, и Таво также убивает Гектора. Тома Чандлера преследует ощущение вражеского корабля, которое он слышит в акустических шумах и у Саши Купер возникаю подозрения, что Том устал. |            |                                      |              |                                      |                  |                     |
| 56 | 10         | «Обязательство» «Commitment»         | Стивен Кэйн  | Стивен Кэйн                          | 11 ноября 2018   | 1.15                |
| Началось полномасштабное вторжение в Колумбию. Колумбийцы не были готовы к внезапной атаке США. Таво выступил с речью, призывающую к единству Латинской Америки перед угрозой США, по этой трансляции вычислили место его нахождения. Корабль, который чувствовал Том, оказался не фантомным, он опять нанёс сильные удары по "Натан Джеймсу", который идёт ко дну, оставшаяся в живых команда эвакуируется. Таво при аресте оказал сопротивление и был застрелен. Армия Таво повсеместно сдаётся. Том Чандлер вернулся на тонущий "Натан Джеймс", и направил тонущий эсминец на вражеский корабль, потопив его. |            |                                      |              |                                      |                  |                     |